# سفارة كمبوديا في المملكة المتحدة
سفارة كمبوديا في المملكة المتحدة هي أرفع تمثيل دبلوماسي لدولة كمبوديا لدى المملكة المتحدة. تقع السفارة في لندن وهي تهدف لتعزيز المصالح الكمبودية في المملكة المتحدة.

## وصلات خارجية
- قائمة سفارات كمبوديا
- قائمة السفارات في المملكة المتحدة